# سیارک ۲۵۰۳۶
سیارک ۲۵۰۳۶ (به انگلیسی: 25036 Elizabethof، نامگذاری:1998QT36) بیست و پنج هزار و سی و ششمین سیارک کشف شده‌است که در ۱۷ اوت ۱۹۹۸ کشف شد.
قدر مطلق سیارک برابر ۱۴.۱ است.